# Polityka arktyczna Unii Europejskiej

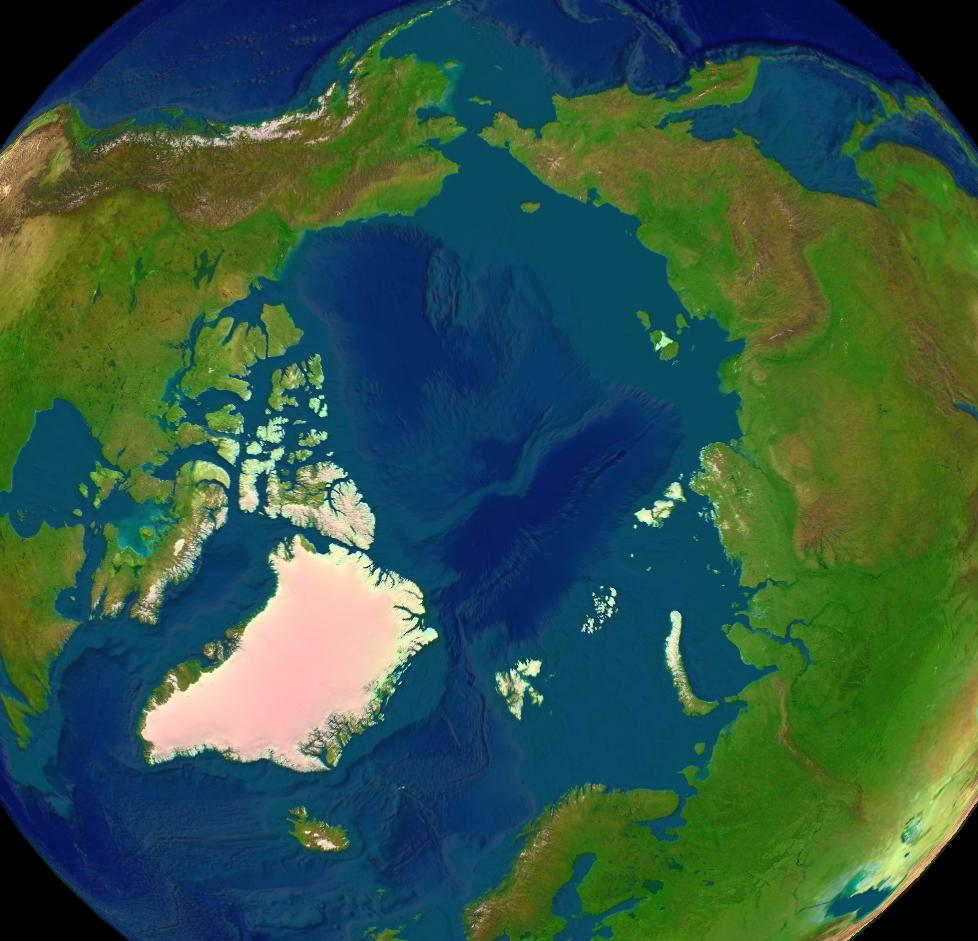
Region Arktyki

Polityka Unii Europejskiej względem Arktyki – polityka względem strategicznego regionu Arktyki, którego – według Komisji Europejskiej – rozwój będzie miał istotne następstwa dla życia następnych pokoleń mieszkańców Europy. Zwiększone zaangażowanie Unii Europejskiej we współpracę z Arktyką otworzy nowe perspektywy dla kontaktów, jakie państwa UE utrzymują z państwami regionu arktycznego.
Rozwój tej polityki wiąże się ze zmianami klimatycznymi, jak i ekspansją rosyjską w tej części świata. Spekuluje się, że region ten będzie polem zaciętej walki, związanej z ogromnymi pokładami surowców. Pięć państw konkurujących ze sobą w rejonie Arktyki: Rosja, Kanada, Norwegia, Dania i Stany Zjednoczone obiecały spór związany z ich roszczeniami terytorialnymi rozwiązywać przy wsparciu Organizacji Narodów Zjednoczonych. Państwa te miały czas do maja 2009, by zgłosić swoje postulaty w tej kwestii. Zaniepokojenie w tej kwestii wyraża również Parlament Europejski.
20 stycznia 2011 r. Parlament Europejski przyjął kolejną rezolucję ws. Regionu Dalekiej Północy, który to jest rozwinięciem i uszczegółowieniem poprzednich dokumentów.

## Cele polityki
Komisja Europejska wymienia podstawowe zadania jakie Unia powinna sobie zadać
:
1. ochrona i zachowanie Arktyki w zgodzie z jej mieszkańcami;
2. działanie na rzecz zrównoważonego wykorzystania zasobów;
3. przyczynienie się do lepszego, wielostronnego zarządzania Arktyką.

## Propozycje działań
- stworzenie nowej infrastruktury badawczej;
- kontrolowanie i monitorowanie chemikaliów;
- zwiększenie współpracy w zakresie zapobiegania katastrofom, przygotowania na wypadek katastrof i reagowania na nie;
- zaangażowanie arktycznej ludności autochtonicznej w prowadzenie regularnego dialogu;
- rozszerzenie istniejących ram prawnych dotyczących rybołówstwa, tak aby swoim zasięgiem objęły obszar Arktyki;
- wprowadzenie ulepszeń w zakresie nadzoru morskiego;
- działanie na rzecz pełnego wdrożenia istniejących przepisów oraz podnoszenia standardów dotyczących środowiska naturalnego i bezpieczeństwa, określonych przez Międzynarodową Organizację Morską;
- rozwój wielostronnego zarządzania Arktyką w oparciu o Konwencję Narodów Zjednoczonych o prawie morza, w tym prowadzenie obszernego dialogu politycznego;
- podniesienie rangi kwestii związanych z Arktyką w ramach międzynarodowego programu działań, zwiększenie zaangażowania Komisji w prace Rady Arktycznej poprzez objęcie funkcji stałego obserwatora.